# Турчинский, Владимир Александрович
Влади́мир Алекса́ндрович Турчи́нский (7 января 1919, Александрополь — 12 октября 1978, Ульяновск) — прошёл путь от курсанта до генерал-майора, с 1964 по 1978 год возглавлял Ульяновское высшее военное училище имени Богдана Хмельницкого, дед Владимира Турчинского. Почётный гражданин города Ульяновска.

## Биография
Работать начал в 1935 году мотористом электростанции города Сухуми.
В 1938 году, окончив два курса Бакинского морского техникума судоводительского отделения, поступил учиться в военное Тбилисское артиллерийское училище им. 26 Бакинских комиссаров.
В феврале 1940 года окончил училище, назначен командиром взвода 138 ГАН БМ РГК Северо-Кавказского округа (Ростов-на-Дону).
Участник Великой Отечественной войны, трижды ранен.
В июне 1941 года, после начала войны, полк был реорганизован в несколько артиллерийских полков, в одном из которых В. А. Турчинский был начальником разведки дивизиона (995 АП 5 Армии). В декабре 1941 года в боях под Москвой назначен командиром батареи этого полка, в марте 1942 — начальником штаба дивизиона. В бою за г. Гжатск был контужен, находился на излечении в госпитале до 20 апреля 1942 года.
20 апреля 1942 года был назначен помощником начальника штаба артиллерии 415 СД, которая вела боевые действия под г. Юхнов. В мае 1942 года был назначен начальником артиллерии 1 323 стрелкового полка 415 СД, в августе 1942 года — командиром дивизиона 39 АП РГК 20 Армии, в октябре того же года — заместителем командира полка по строевой части.

Мемориальная доска В. А. Турчинскому.

В ноябре 1942 года был ранен, находился на излечении в ЭГ № 411. После госпиталя был назначен заместителем командира 46 гв. АП 20 гв. СД по строевой части. В июле 1943 года был ранен в бою под г. Изюм, находился на излечении в госпитале № 408 в г. Балашове.                                                                                                                                                            
После излечения был назначен заместителем командира 226 гв. истребительного противотанкового артиллерийского полка 8 гв. Армии по строевой части. При форсировании реки Днестр был заместителем командира 170 гв. АП 8 гв. Армии (апрель 1944 года).
В послевоенный период занимал командные и штабные должности в войсках. В 1952 году окончил Военную академию им. М. В. Фрунзе, в 1961 году — Академию Генерального штаба.
В 1964 году В. А. Турчинский стал начальником Ульяновского военно-технического училища им. Богдана Хмельницкого.
Неоднократно избирался членом Ленинского районного комитета КПСС, депутатом Ульяновского городского Совета народных депутатов.
Скончался на 60-м году жизни 12 октября 1978 года в Ульяновске, похоронен на Северном кладбище г. Ульяновска.

## Память
- 1 апреля 2012 — Открытие мемориальной доски В. А. Турчинскому (улица Карла Маркса, 28)[1].
- 28 мая 2008 — Почётный гражданин Ульяновска (посмертно).

## Семья
- Дочь — Ольга Владимировна Шевелева в настоящее время проживает в Алма-Ате [1].
- Сын — Евгений Владимирович Турчинский — военный.
- Внук — Владимир Евгеньевич Турчинский (1963—2009) — российский спортсмен, актёр, шоумен, телеведущий.
- Правнук — Илья Владимирович Турчинский (род. 5 ноября 1986) — мало поддерживал общение с отцом и его новой семьёй, чемпион Москвы по армрестлингу, занимался американским футболом, окончил московское профучилище № 57 и получил профессию автомеханика, работал грузчиком в магазине, служил в Биробиджанском погранотряде, в феврале 2009 года Илью Турчинского ранил ножом брат его подруги, Илье сделали операцию, работал кинологом, позже учился в Академии МВД, занимается администрированием охранных систем[2][2][3][4][5].
- Правнучка — Ксения Турчинская (р. 12 ноября 1999) — профессионально занимается современными танцами, входит в сборную России по хип-хопу, призёр Чемпионатов России, участник чемпионатов Европы и Мира. Занимается модельным бизнесом[6][7].

## Награды
- 2 ордена Красного Знамени
- 2 ордена Красной Звезды
- Медали:
  - За боевые заслуги
  - За трудовую доблесть
  - За взятие Берлина
  - За освобождение Варшавы
  - За оборону Москвы
  - За победу над Германией в Великой Отечественной войне
  - За безупречную службу I и II степени,
  - За отличие на пожаре
  - Тридцать лет победы в Великой Отечественной войне 1941-1945 гг.
- три иностранных ордена: Монгольской Народной Республики, Румынской Народной Республики, Германской Демократической Республики.
- орден «За службу Родине в Вооружённых Силах СССР» III степени[8][9].